# Paul Kalkbrenner
Paul Kalkbrenner, född 1977 i Leipzig, Tyskland, är en tysk musiker, producent och skådespelare, ibland under pseudonymen Paul dB+, Kalkito eller Granada.   
Kalkbrenner började under mitten av 1990-talet att producera egen technomusik och 1999 släpptes hans första låtar av Berlin baserade BPitch Control. I filmen Berlin Calling från 2008 har Kalkbrenner huvudrollen som technomusikern Ickarus. Kalkbrenner har även gjort filmens musik tillsammans med sin bror, Fritz Kalkbrenner och Sascha Funke. 

## Diskografi
2000
- dB+ (Bpitch Control)

2001
- Chrono (Bpitch Control)
- Superimpose EP (Bpitch Control)
- Superimpose LP (Bpitch Control)
- Zeit EP (Bpitch Control)
- Zeit LP (Bpitch Control)
- Ellen Allien Dataromance (Paul Kalkbrenner Remix) (Bpitch Control)
- Lexy & Autotune Shibuya Love (Paul Kalkbrenner Remix) (Jakuza Records)

2002
- Brennt (Bpitch Control)

2003
- F.FWD (Bpitch Control)
- Steinbeisser (Bpitch Control)
- Sascha Funke Forms & Shapes (P. Kalkbrenner Remix) (Bpitch Control)
- Die Raketen The Sound Für Zwischendurch (Paul Kalkbrenner Remix) (Low Spirit Records)

2004
- Press On (Bpitch Control)
- Self EP (Bpitch Control)
- Self LP (Bpitch Control)
- Agoria Stereolove (Paul Kalkbrenner's "John 3-20" Mix) (PIAS France)

2005
- Tatü-Tata (Bpitch Control)
- Maximalive (Minimaxima)
- Lexy & K-Paul Happy Zombies (Paul Kalkbrenner Remix) (Low Spirit Records)

2006
- Keule (Bpitch Control)
- Reworks (Bpitch Control)
- Reworks 12" no 1 (Bpitch Control)
- Reworks 12" no 2 (Bpitch Control)
- Reworks 12" no 3 (Bpitch Control)
- Ellen Allien & Apparat Jet (Paul Kalkbrenner Remix) (Bpitch Control)
- Error Error Your Everlasting Breath (Paul Kalkbrenner Remix) (Italic)
- Michel De Hey Snert (Paul Kalkbrenner Remix) (Hey! Records)

2007
- Altes Kamuffel (Bpitch Control)
- Der Senat (Bpitch Control)
- Chordian Closed Eyes (Paul Kalkbrenner Remix) (SONICULTURE)

2008
- Bingo Bongo (Bpitch Control)
- Berlin Calling (bande son du film) (BPC185) (Bpitch Control)

2011
- Icke Wieder (Paul Kalkbrenner Music & Rough Trade)

2012
- Das Gezabel (Paul Kalkbrenner Musik)
- Guten Tag (Paul Kalkbrenner Musik)

2014
- x (Paul Kalkbrenner Musik 2014)